# Бьёркман-Гольдшмидт, Эльса
Эльса Андреа Элисабет Бьёркман-Гольдшмидт (швед. Elsa Andrea Elisabeth Björkman-Goldschmidt; 16 апреля 1888, Линчёпинг — 6 апреля 1982, Стокгольм) — шведская писательница, журналистка и художница; борец за права детей.

## Биография и творчество
Эльса Бьёркман родилась в 1888 году в Линчёпинге. Её друзьями детства были Эльса Брендстрём, Хонорина Хермелин и Харриет Лёвенхьельм. Эльса посещала учительские курсы Анны Сандстрём в Стокгольме, после чего также училась в школе гравюры Акселя Талльберга и в Академии искусств. В начале 1910-х годов она училась за границей, в том числе в Брюгге, Италии и Германии. Она занималась преимущественно ксилографией и литографией, выставляя свои работы как в Швеции, так и за её пределами: в Осло, Лейпциге, Вене, Париже, Риме, Сан-Франциско. В настоящее время они входят в собрания ряда шведских и иностранных музеев, в том числе Национального музея Швеции, Музея современного искусства в Стокгольме, Гётеборгского художественного музея, Художественного музея Мальмё и венской галереи Альбертины.
В послевоенные годы Эльса Бьёркман прекратила занятия искусством ради международной волонтёрской деятельности, писательства и журналистики. Во многом на неё оказала влияние давняя дружба с Эльсой Брендстрём. В 1916 году Бьёркман отправилась в Россию, чтобы работать медсестрой в сибирских военных лагерях. Об увиденном и пережитом она затем не раз писала в своих книгах. Впоследствии Эльса ещё несколько раз бывала в России в качестве шведского представителя Красного креста. В московском госпитале она познакомилась с Вальдемаром Гольдшмидтом, австрийским хирургом и военнопленным. После окончания войны они вновь встретились и в 1921 году поженились в Вене, где потом жили до 1938 года. В эти годы Эльса Бьёркман-Гольдшмидт писала статьи для Dagens Nyheter под псевдонимом «Mélange», а также занималась организацией помощи больным и голодающим детям Австрии.
В 1938 году, после аннексии Австрии нацистской Германией, Эльса с супругом вынуждены были бежать в Стокгольм. Там Эльса стала членом шведской организации «Rädda Barnen» («Спасём детей»), занимавшейся оказанием гуманитарной помощи австрийским детям. В 1940 году она также вступила в антинацистский «Вторничный клуб» (Tisdagsklubben), возглавляемый Амелией Поссе. Позднее она вернулась в Вену, где продолжала гуманитарную деятельность в рамках «Rädda Barnen», а также участвовала в создании ряда документальных фильмов. В 1940-х годах она также много писала, в том числе частично автобиографические книги (к примеру, «Det var i Wien») и биографии (Эльсы Брендстрём и Харриет Лёвенхьельм).
С 1950 по 1978 год Эльса Бьёркман-Гольдшмидт была членом литературного «Общества девяти» (De Nio). С 1957 по 1960 год она была редактором журнала «Svensk litteraturtidskrift». В 1960-х годах она начала писать мемуары, которые затем были изданы в четырёх томах с 1962 по 1976 год.
Эльса Бьёркман-Гольдшмидт умерла в 1982 году в Стокгольме и была похоронена на Северном кладбище в Сольне.